# Августин Кентерберійський
Не слід плутати зі Святим Августином (Аврелієм)
Августи́н Святи́й (англ. Augustine of Canterbury, 13 листопада 534, Рим — 26 травня 604, Кентербері) — бенедиктинський чернець, перший архієпископ Кентерберійський, Англія.

## Біографія
Майбутній папа Григорій І, ще коли був дияконом, побачив на римському форумі полонених хлопчиків, які звернули на себе увагу гарною поставою та приємними рисами обличчя. Він дізнався, що вони привезені з острова Британія, називаються англами і ще досі є язичниками. Григорій І перейнявся метою християнізації цього народу, пішов до папи і попросив відправити його в Британію проповідником. Отримавши згоду від понтифіка Григорій І відбув на острови, однак буквально через декілька днів був відкликаний до Риму.
У 590 році Григорій І став папою, проте так і не полишив намірів християнізувати англів. У 596 році для здійснення цієї місії він вибирає 39 монахів на чолі з пріором монастиря св. Андрія на Целіанському пагорбі в Римі Августина.
По дорозі до Британії монахи зупинились у Галлії, в південному Голі. Тамтешні єпископи яскраво оповіли про жахіття і грубість народу англів, ймовірно вважаючи, що Британська церква є канонічною територією Арльського (Арелатського) єпископа. Монахи, перелякавшись, вирішили відправити Августина назад до Риму з проханням про скасування такого небезпечного завдання.
Папа Григорій І наполіг на продовженні місії, він відправив їм рекомендаційні листи, датовані 23 липням 596 року, до франкських князів і єпископів, щоби ті допомогли їм, і дав пораду взяти з собою перекладачів із народу франків.
Зрештою Августин і його супутники прибули до Британії і висадилися на острові Танатос (Танет, який тепер сполучений з узбережжям) у 597 році. У той час у Кенті правив король Етельберт (568–616). Місіонери попросили у нього дозволу проповідувати. Король, вислухавши монахів, подарував їм будинок у місті Доруверн (пізніше — Кентербері) і забезпечив їх усім необхідним.
Августин і його помічники відразу почали проповідувати в місті, служили літургії в церкві св. Мартина, де завжди молилася королева, яка була дочкою франкського короля Хариберта, а отже, християнкою. Аскетичність і безкорисливе життя монахів були визнані та оцінені — все більше народу увірувало і приймало хрещення. І, нарешті, 2 червня 597 року хрестився і сам король (за повідомленнями деяких дослідників це відбулося у 601 році).
Позитивний результат місії спонукає Августина відправитись до Галлії в місто Арелат, де він, згідно із вказівкою понтифіка, був висвячений в єпископи св. Віргілієм. Це відбулося між липнем 596 року (в листі папи він ще названий як «слуга Божий» — так зверталися до монахів) і вереснем 597 року (в листі Григорія I до королеви франків Брунгільди говориться про Августина як про «нашого брата і співєпископа»).
На Різдво Христове 597 року Августин хрестив вже 10000 англосаксів і відправив у Рим священика Лаврентія та монаха Петра повідомити, що народ англів прийняв віру Христову, а він, Августин, став у них єпископом.
Взявши до уваги те, що Августинові бракує помічників, папа відправив до нього нових служителів: Мелліта, Юста, Пауліна і Руфініана з різним церковним начинням, а також повідомленням про вручення Августинові паллія, архиєпископської відзнаки. Григорій I призначив для Британії двох митрополитів — у Лондоні та Ебораці з правом висвяти Августином дванадцятьох єпископів у різних місцях, а йому самому пожиттєво залишатися першим митрополитом. Після його смерті першість повинна була перейти до старшого за хіротонією.
За допомогою короля Августин відбудував церкву (зараз — це кафедральний собор Кентербері), посвячену Ісусові Христові, яка була споруджена, за легендою, ще віруючими римлянами. Він також заснував монастир на схід від міста (яке вже освятив Лаврентій), де король збудував за свої кошти храм апостолів Петра і Павла, щоб підкреслити зв'язок з Римом (пізніше його назвали Сент-Огастінс, на честь Августина), а першим абатом монастиря став священик Петро.
Августин зібрав представників Кельтської церкви біля так званого «Августинового дуба», щоб укласти католицьке перемир'я та об'єднати зусилля задля навернення язичників. Було присутніми сім бриттських єпископів і багато «вчених мужів» з монастиря Бангора (найбільшого серед бриттських), що розташований у Північно-Східному Уельсі. Августин запропонував їм святкувати Пасху за римським звичаєм, «приймати благодать хрещення і вчити народ англів слову Божому разом з ними», а все інше буде за їхньою традицією. Але після довгих суперечок, стосовно святкування Пасхи та інших питань, навіть після чуда, здійсненого Августином, бриттські єпископи не захотіли об'єднатися.
У 604 році Августин висвячує двох єпископів: Мелліта і Юста. Першого він відправляє в Ессекс (столиця — Лондон), де правителем був Саберт (599–615 рр.), племінник Етельберта, якому він підкорявся. Після того як ця провінція прийняла хрещення, Етельберт побудував у Лондоні кафедральну церкву апостола Павла на місці храму богині Діани. У 609 році Мелліт відправляється до Риму, аби розповісти папі Боніфацію IV (608–615 рр.) про потреби Англійської Церкви і, щоби підписати прийняті рішення про встановлення правил монастирського життя, повідомивши про це англів.
Юста Августин призначив єпископом у самому Кенті, в місті Дорубревіс (зараз — Рочестер). Тут король Етельберт збудував храм апостола Андрія (фундамент якого знайшли у 1889 році), нагородивши і Мелліта, і Юста багатьма подарунками, в тому числі й земельними наділами.
26 травня 604 року Августин помер. Його поховали поблизу храму апостолів Петра і Павла, а після його освячення тіло святителя перезахоронили у північній капеллі, висікши на гробниці епітафію: «Тут спочиває преподобний Августин, перший архієпископ Доруверна, відправлений туди блаженним Григорієм, понтифіком міста Рима; створивши чудеса за допомогою Божою, він навернув короля Етельберта і його народ від ідолослужіння до віри Христової і закінчив дні свої, трудячись у мирі…». Тому Августина за правом визнали святим, незважаючи навіть на те, що він був іноді, на думку Й. Лортца, досить жорстоким у методах впровадження християнства. Його авторитет був настільки великим, що коли у 1962 році папа Римський Іоанн ХХІІІ (1958–1963 рр.) та архієпископ Кентерберійський здійснювали спільну молитву в Кентербері, то жоден з них не посмів сісти на сідалище Августинове, поклавши на нього видане за його життя Євангеліє.
Августин Кентерберійський увійшов у історію як «апостол англійців» і засновник Церкви Англії.
Іменини та свято на його честь: 26 травня або 27 травня.